# Giuseppe Vignolo
Giuseppe Vignolo (Novi Ligure, 4 novembre 1926) è un politico italiano.

## Biografia
Fin dalla gioventù è impegnato sindacalmente nella CGIL, dal 1959 al 1968 è segretario generale della Camera del Lavoro di Alessandria.
Esponente del Partito Comunista Italiano, viene eletto al Senato alle elezioni politiche del 1968, venendo confermato anche dopo le elezioni del 1972 e quelle del 1976. Conclude il proprio mandato parlamentare nel 1979.